# Американская партия свободы
Американская партия свободы (англ. American Freedom Party) — ультраправая малая политическая партия в США. Основная идеология — «Третий путь». Председатель партии — Уильям Дэниел Джонсон. После президентских выборов 2016 года поддерживает идеи Дональда Трампа.

## История
В ноябре 2009 года партия подала документы в канцелярию Секретаря штата Калифорнии, с намерением стать полностью доступной для участия в выборах в Калифорнии в июне 2010 года. Однако партия не прошла квалификацию и не была включена в бюллетень.
Партия получила достаточное кол-во подписей, чтобы включить своего кандидата Гарри Бертрама в избирательный бюллетень на внеочередных выборах губернатора Западной Вирджинии в 2011 году. Однако Бертрам потерпел полное поражение на выборах, заняв последнее место из 5 кандидатов и набрав всего 1111 голосов — менее 0,4 % от общего числа.
В январе 2012 года Мерлин Миллер был выдвинут кандидатом от партии на очередные президентские выборы. Партия получила доступ к избирательным бюллетеням в Колорадо, Нью-Джерси и Теннесси.
До 1 февраля 2013 года партия называлась Американской партией третьего пути.
В марте 2015 года Кенн Гивиден был выдвинут кандидатом в президенты, однако он отказался от участия. Кандидатом стал Боб Уитакер. Однако и он снял кандидатуру 7 апреля 2016 года в знак протеста против растущей поддержки партией Дональда Трампа.